# 플로렌스 헨더슨

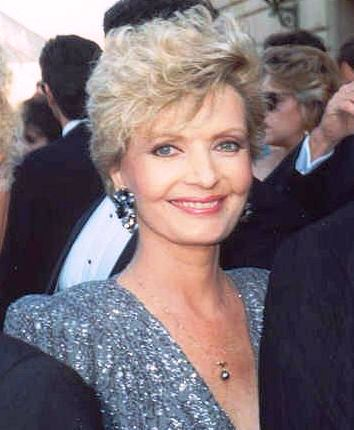

플로렌스 헨더슨(Florence Agnes Henderson, 1934년 2월 14일 ~ 2016년 11월 24일)는 미국의 배우, 가수, 성우이다.

## 출연 작품
- 배쓰텁스 오버 브로드웨이 (2018년)
- 배드 그랜마스 (2017년)
- 라스베가스 습격작전 (2010, Venus & Vegas)
- 아름다운 인생 (2008년) - 새라 역
- TV의 선구자 (2008년) - 본인 역
- 컴백 차일드 (2003, Dickie Roberts: Former Child Star)
- 겟 브루스 (1999년)
- 홀리 맨 (1998년)
- 한 지붕 한 가족 (1995년)
- 브래디 펀치 (1995년)
- 총알 탄 사나이 3 (1994년)
- 송 오브 노르웨이 (1970년)

### 텔레비전
- 스타와 춤을 (2005년) - 본인 역
- 데이빗 프로스트 쇼 (1969년)
- 총알 탄 사나이 - TV 시리즈 (1982년)
- 꿈꾸는 낙원 (1978년)
- 사랑의 유람선 (1977년)
- 개구쟁이 6남매 (1969년)